# Parumu no Ki
A Tree of Palme (パルムの樹, Parumu no Ki) és una pel·lícula anime japonesa de 2002, escrita i dirigida per Takashi Nakamura. Va ser una selecció oficial del 52è Festival Internacional de Cinema de Berlín de 2002.

## Argument
Un arbre de palma es pot veure com una al·lusió llunyana de la novel·la de 1883 Les aventures de Pinotxo de Carlo Collodi. Es tracta d'un petit titella, Palme, a qui el seu creador va encarregar de revisar la seva dona malalta, Xian. Després de la seva mort, Palme rep la visita d'una dona misteriosa a la qual creu erròniament que és Xian. Sorpresa per la seva tristesa, Palme accepta la seva petició de lliurar alguna cosa especial a un lloc llunyà conegut com Tama. Això fa que Palme emprengui un viatge per descobrir les seves pròpies emocions i el que realment significa ser humà.

## Repartiment de veu
| Personatge | Veu en japonès    | Veu en anglès      |
| ---------- | ----------------- | ------------------ |
| Palme      | Akiko Hiramatsu   | Kira Vincent-Davis |
| Popo       | Megumi Toyoguchi  | Jessica Boone      |
| Shatta     | Daisuke Sakaguchi | Chris Patton       |
| Koram      | Yurika Hino       | Allison Sumrall    |
| Fou        | Motomu Kiyokawa   | Andy McAvin        |
| Xian       | Kouka             | Christine Auten    |
| Pu         | Mika Kanai        | Tiffany Grant      |
| Mu         | Etsuko Kozakura   | Monica Rial        |
| Barron     | Rikako Aikawa     | N/A                |
| Roualt     | Kappei Yamaguchi  | Michael Coleman    |
| Daruyama   | Mari Yokoo        | Luci Christian     |
| Gus        | Unshou Ishizuka   | John Swasey        |
| Hota       | Katsuhisa Houki   | David Born         |
| Baku       | Takashi Nagasako  | Mike Vance         |
| Gyariko    | Masashi Ebara     | Chris Patton       |
| Jamji      | Ichirô Nagai      | Jay Hickman        |
| Zakuro     | Isamu Tanonaka    | John Swasey        |
| Sawadust   | Ryuuji Saikachi   | Chris Ayres        |